# Накацу (село)
Накацу (яп. 中津村 Накацу-мура) — японское село, основанное в 1889 году и существовавшее до 31 марта 1955 года в уезде Камиукена префектуры Эхимэ, ныне является восточной частью поселка Кумакоген уезда Камиукена. В поселке выращивали рис, пшеницу, картофель и шелк.